# Al Fitzmorris
Al Fitzmorris (Buffalo, New York; 21 de marzo de 1946 – 4 de diciembre de 2024)fue un beisbolista estadounidense que jugó diez temporadas con tres equipos en la posición de pitcher.

## Carrera
Fue contratado por los Chicago White Sox en 1966 como agente libre, pero en octubre de 1968 fue cambiado por la selección 40 del Draft de ese año a los Kansas City Royals. Fitzmorris lanzó en 16 con los Royals en 1975 y al año siguiente dejó al equipo.
El 5 de noviembre de 1976 los Toronto Blue Jays lo seleccionaron en la posición 13 del draft de expansión, siendo cambiado inmediatamente a los Cleveland Indians por el catcher Alan Ashby y el INF/OF Doug Howard.
Los Indians lo dejaron libre el 13 de julio de 1978 y a la semana siguiente fue contratado por los California Angels. Como agente libre firmó con los San Diego Padres en febrero de 1979 con 33 años pero solo jugó en las filiales Triple-A de Hawaii Islanders en la Pacific Coast League. A nivel de beisbol invernal jugó para los Tiburones de La Guaira en Venezuela.
En su carrera jugó 288 partidos, de los cuales en 159 fue lanzador abridor, donde registró 77 victorias y 59 derrotas, 36 juegos completos, 11 blanqueadas, siete salvamentos, 1277 entradas lanzadas, permitió 1284 hits, permitió 573 carreras, 83 cuadrangulares, 433 bases por bola, 458 ponches, 11 pelotazos, enfrentó a 5385 bateadores, dio 47 bases intencionales, efectividad de 3.65 y WHIP de 1.345.

## Vida personal y muerte
Al retirarse como beisbolista se mantuvo como miembro activo en la comunidad de Kansas City apoyando a organizaciones benéficas. Murió a los 78 años tras una larga batalla contra el cáncer el 4 de diciembre de 2024.